# نيل هيفرنان
نيل هيفرنان (بالإنجليزية: Neil Heffernan)‏ هو عالم حاسوب أمريكي، ولد في 1970.